# Bremia caricis
Bremia caricis är en tvåvingeart som först beskrevs av Ephraim Porter Felt 1907.  Bremia caricis ingår i släktet Bremia och familjen gallmyggor. Inga underarter finns listade i Catalogue of Life.